# Эриахи
Эриахи  (арм. էրիահի; другие названия — Ariahi, Ari, Eriа, Eri) — территория проживания протоармянского племени эри (ари) на Армянском нагорье в период раннего железного века (конец II — первая половина I тыс. до н. э.). Располагались в долине реки Аракс, в составе будущей провинции Айрарат царства Великой Армении, в том числе в пределах современных Еревана и Ширака. 
Эриахи упоминается в записях царей Урарту. 

## Этноним

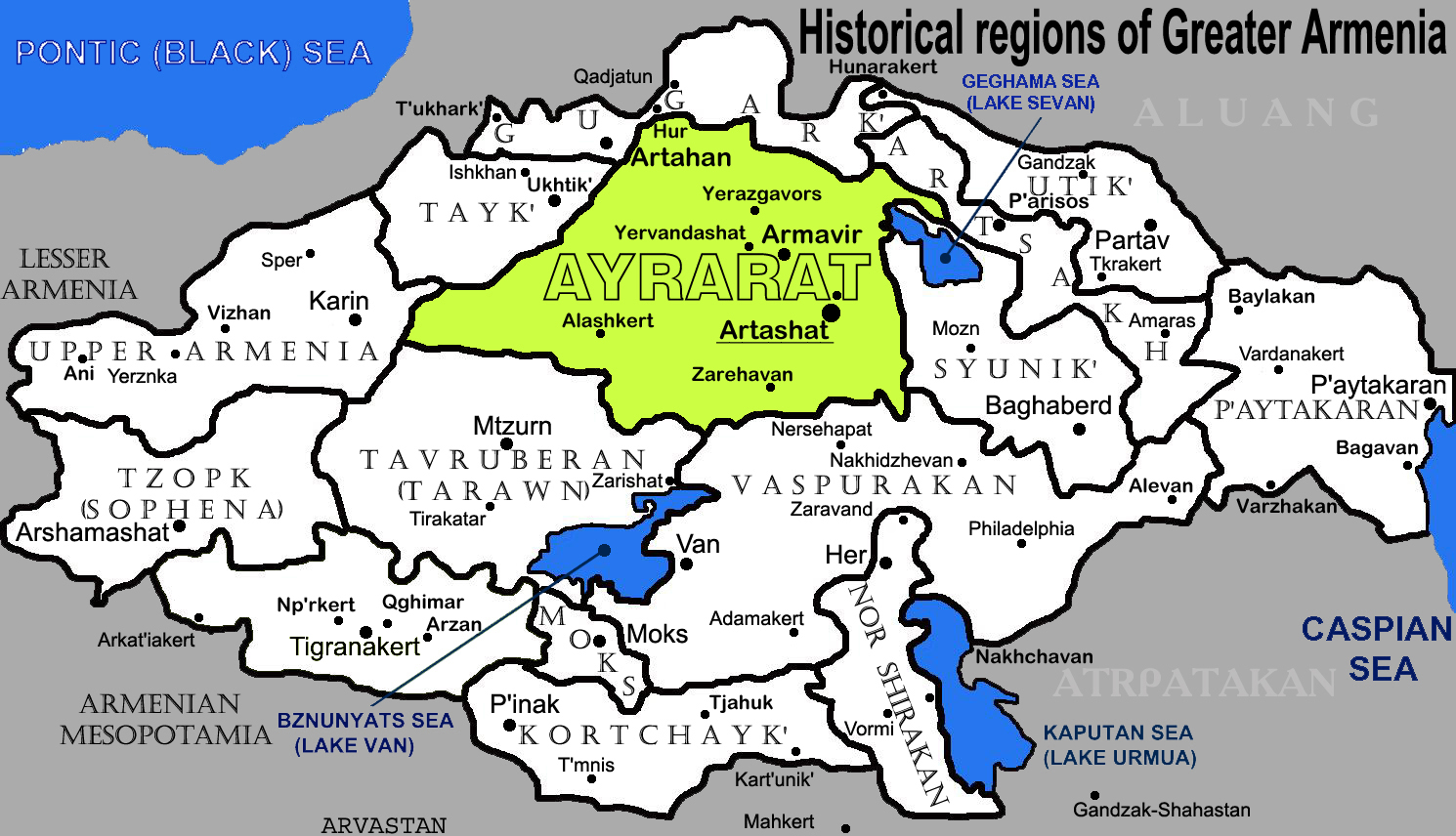
Племена эриа (ариа) входили в состав племенного союза Этиуни (Хатийо), на территории которой в античности образовалась армянская провинция Айрарат в составе Великой Армении.

В урартском языке слово "ахи", или "ехи", означает "племя", а "эри" ,или "ари" - собственно название самого племени. В современном армянском языке "ахи/ехи" звучит как "цах", или "цех". Таким образом, термин "Эриахи" можно читать так же как "Ариахи", "Арицах", "Эрицах", "Арицех", или "Эрицех", и дословно означает "племя эри", либо "племя ари".

## Эри и Эребуни (Ереван)
Город Ереван впервые упоминается в клинописных текстах VIII века до н. э. как урартская крепость Эребуни; название считают образованным от этнонима эри (эриахи). .
В урартских  клинописях встречаются названия Эриаини, Эриахи, Эребуни. В клинописи царя Русы  1-го /735-713 гг. до н.э./ , которая была обнаружена в деревние селении Цовинар на берегу оз. Севан, наряду с 22 наименованиями упоминается и название Эриаини. Русский  археолог М. Никольский  Эриаини /страну/ располагает в окрестностях Еревана, на холме Арин-берд, а название Ереван выводит из Эриаини. Эту  версию считают приемлемой Е. Шаазиз, Х. Самвелян и другие.
Особенно важным было предположенение М. Никольского о том, что древнейший  Ереван нужно было искать  на территории холма Арин-берд, где другой русский исследователь и археолог  А. Ивановский впервые исследовал и описал развалины крепости. Эриаини располагали   и в  окрестностях оз. Севан /И. Мещанинов, Г. Меликишвили, Г. Капанцян/. Профессор Г. Капанцян крепость и страну Эриаини отождествлял и связывал  с названием племени eria / aria/. Страну Эриаини он считал страной  племени eria /aria/. С племенем eria /aria/. Г. Капанцян связывал  также страну Эриахи, которую некоторые исследователи  отождествляют со страной Эриаини. 
Из предположений и версий Г. Капанцян выдвигает версию, согласно которой  название Ереван можно толковать как  ,,эри  аван” /страна эри/.
В урартской клинописи ,"bапi”/"buпi” значит страна, поселение. Исследователи отождествляют армянское слово "аван" с известным из  урартских  клинописей  "bапi". Таким образом, термин "Эребуни"/"Эребани", позже трансформировавшийся в армянском языке в "Эреван", означает "поселение эре" , или "страна эре". 

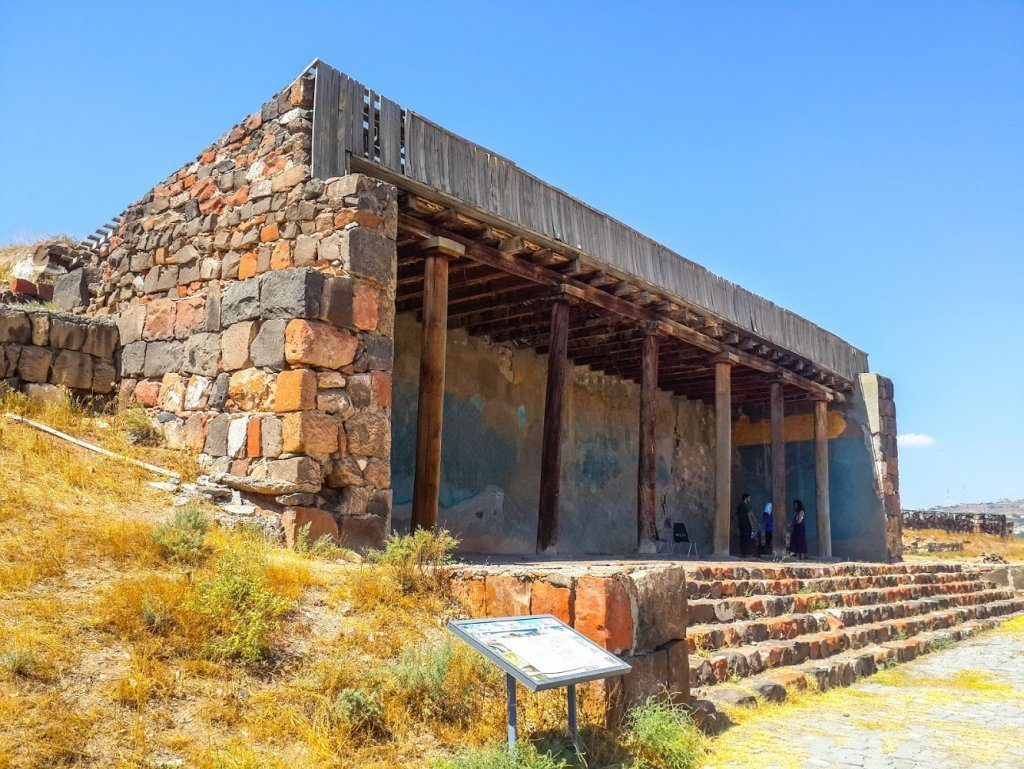
Руины Эребуни
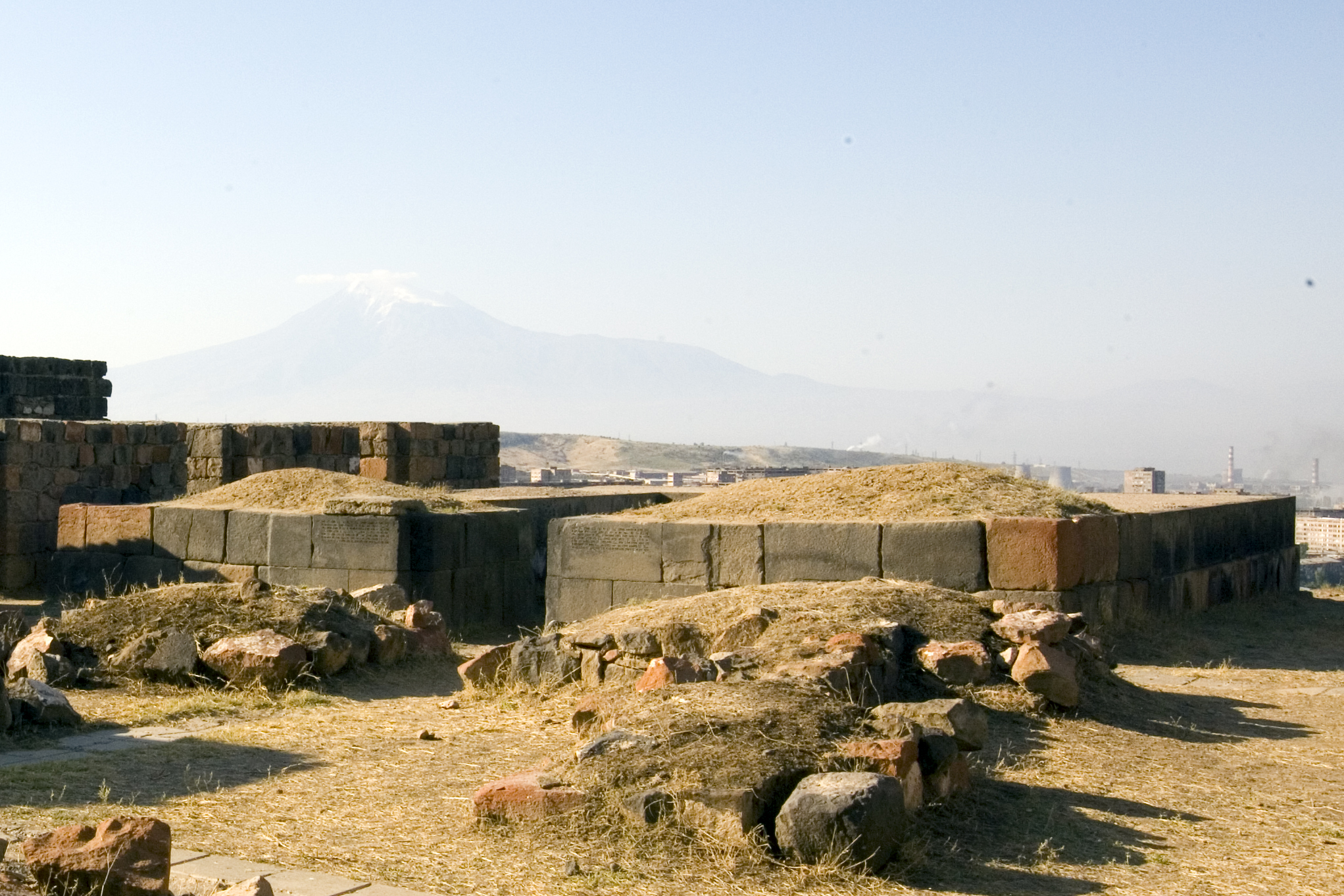
Фундамент храма «Суси» .
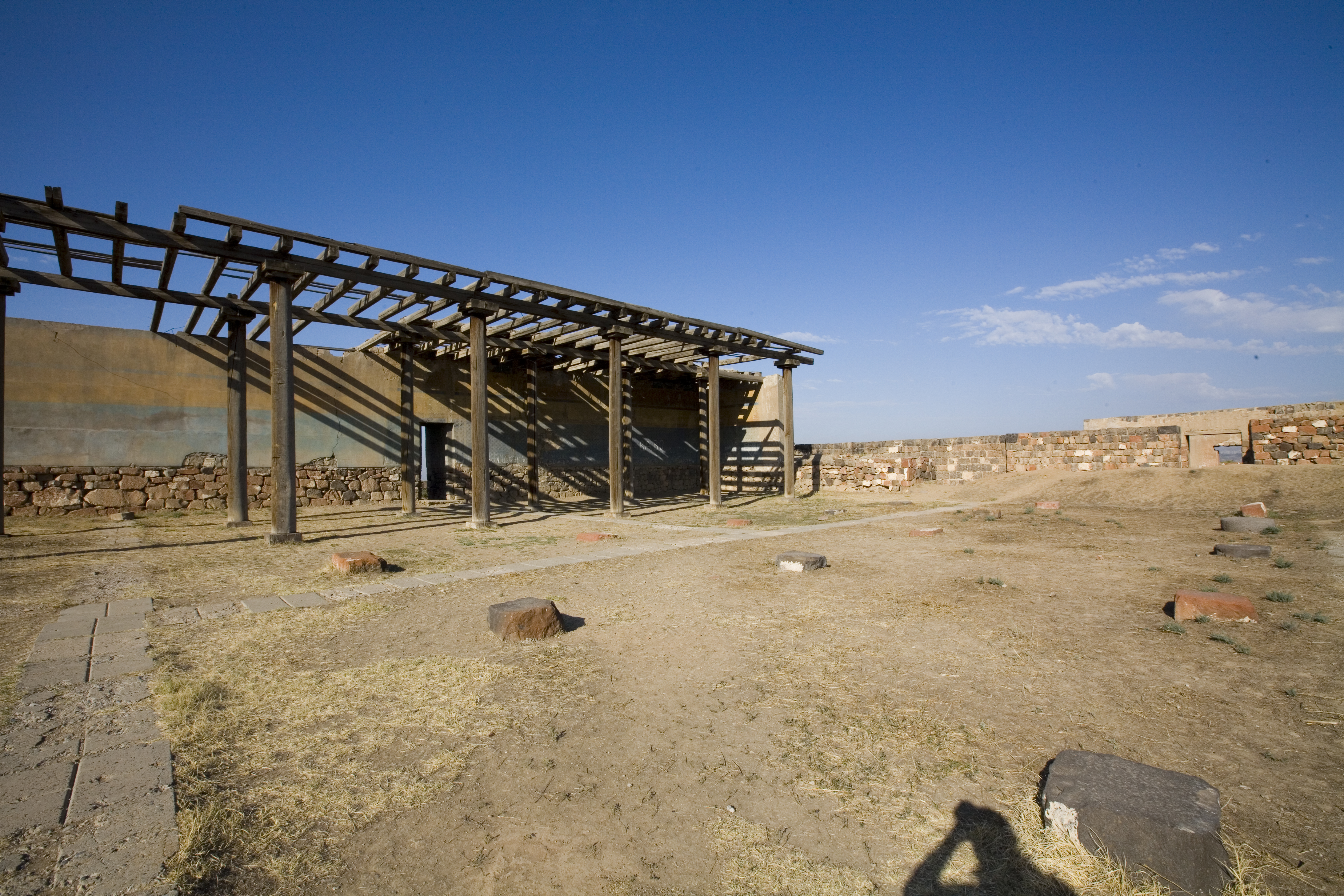
Храм Халди с настенными росписями

## Отношения с Урарту
Во время совместного регентства Ишпуини и его сына Менуа Урарту начал расширяться на север, на территории Этиуни. Они вели сражения с племенами Катарза и Луша, восхваляясь завоеванием Ликвини и «могучей земли» Эркуахи, подчинив себе племена эри/ари.
Сын Менуа, Аргишти, отважился проникнуть дальше на этиунскую территорию, чем его предшественники, и построил крепость Эребуни (ставшей основой современного Еревана) на недавно завоеванной земле. Назвав свой город-крепость в честь проживавшего здесь племени эри. Он привел туда 6600 воинов из Хатти и Цупани. Аргишти завоевал Апуни, Лушу (в результате кастрировав его короля) и Айя, взяв в плен многих жителей этих регионов.
Однако жители племенного союза Этиуни/Хетиуни, куда входили племена эри/ари,  восстали и вторглись в Урарту во время правления Аргишти, украв астиуси (возможно, идола бога, сравнение с армянским Астуасом (бог)) урартского религиозного центра Мусасир.
Сардури II, сын Аргишти, следуя стопами отца, также предпринял многочисленные военные кампании против Этиуни в 740-х годах до нашей эры, сражаясь с местными правителями и царем Этиуни, Диуцини. Однако, что в итоге стало с этиунским правителем в результате этой конфронтации, неизвестно, так как урартский текст обрывается.
Сохранившееся в  урартских клинописных текстах  упоминание этиунского царя Диуцини из Ийя, имеет армянское-индоевропейское происхождение и означает «рожденный от бога» (от арм. տիւ и ծին). Оно сопоставимо с греческим «Диоген» (Διογένης), фракийским «Диазен», кельтским «Дивогенос» и санскритским «Деваджа» (देवजा). Другие правители регионов Этиуни, вероятно, были во главе меньших царств или попросту местными вождями. В их число входили: Мурину из Уэликуни, Мурини из Абилиани, Синалби из Луэи, Рашу из Руишии и Капурини из Ига (Ия).
Согласно ассирийским источникам, «этинеи», в числе которых племя эри/ари, трижды восставали во время правления Русы I, сына Сардури II. Эти восстания, по-видимому, привели к урартским военным потерям и разграблению Урарту.
В более позднем ассирийском тексте упоминается, что Урарту был разрушен «народом Этуны».